# باشگاه فوتبال دانداک
باشگاه فوتبال دانداک (ایرلندی: Cumann Peile Dhún Dealgan) یک باشگاه فوتبال در شهر دانداک، جمهوری ایرلند است.
این باشگاه که در سال ۳۱ اوت ۱۹۰۳ میلادی (۸ شهریور ۱۲۸۲ هجری شمسی) تأسیس شده سابقه ۱۳ قهرمانی در لیگ برتر ایرلند و ۱۱ قهرمانی در جام حذفی فوتبال ایرلند را در کارنامه دارد. این تیم یکی از پرافتخار ترین باشگاه های فوتبال ایرلند است. دانداک اولین باشگاه ایرلندی بود که دوبار به مرحله گروهی یک رقابت اروپایی صعود کرد. دانداک همچنین بیشترین عنوان قهرمانی لیگ برتر ایرلند در ۱۵ سال اخیر را داراست. همچنین در تمام ادوار لیگ برتر ایرلند، در رتبه دوم بیشترین عنوان قهرمانی قرار دارد.
در سال ۲۱_۲۰۲۰ در یکی از بازی های مرحله گروهی لیگ اروپا ، در برابر آرسنال ۴ بر ۲ شکست خورد.
این تیم بعد از آنکه در سال ۲۰۱۹ به قهرمانی در لیگ برتر ایرلند رسید؛ دیگر نتوانسته است که قهرمان یا نائب قهرمان لیگ شود.
دانداک در سال ۲۰۲۴_۲۰۲۳ ، در جایگاه آخر جدول یعنی رتبه دهم قرار گرفت و برای اولین بار پس از سال ۲۰۰۸، از لیگ برتر ایرلند سقوط کرده و به لیگ یک این کشور وارد شد.

## افتخارات
| عنوان رقابت                | عنوان فصل                                                             | رتبه در جدول       | رتبه کل                  |
| -------------------------- | --------------------------------------------------------------------- | ------------------ | ------------------------ |
| لیگ دسته اول فوتبال ایرلند | ۲۰۰۸                                                                  | .................. | قهرمان                   |
| لیگ برتر فوتبال ایرلند     | ۱۹۳۳ ۱۹۶۳ ۱۹۶۷ ۱۹۷۶ ۱۹۷۹ ۱۹۸۲ ۱۹۸۸ ۱۹۹۱ ۱۹۹۴ ۲۰۱۴ ۲۰۱۵ ۲۰۱۶ ۲۰۱۸ ۲۰۱۹ | .................. | قهرمان                   |
| لیگ برتر فوتبال ایرلند     | ۲۰۱۳ ۲۰۱۷                                                             | .................. | نائب قهرمان              |
| جام حذفی فوتبال ایرلند     | ۲۰۱۵ ۲۰۱۸ ۲۰۲۰                                                        | .................. | قهرمان                   |
| جام حذفی فوتبال ایرلند     | ۲۰۱۹                                                                  | .................. | نائب قهرمان              |
| لیگ کنفرانس اروپا          | ۲۰۲۱-۲۰۲۲ ۲۰۲۳-۲۰۲۴                                                   | .................. | ۲ دور قبل از مرحله گروهی |
| لیگ اروپا                  | ۲۰۱۶-۲۰۱۷ ۲۰۲۰-۲۰۲۱                                                   | چهارم(۴/۴)         | حذف در مرحله گروهی       |
| لیگ قهرمانان اروپا         | ۲۰۱۶-۲۰۱۷                                                             | .................. | ۱ دور قبل از مرحله گروهی |
| لیگ قهرمانان اروپا         | ۲۰۱۹-۲۰۲۰                                                             | .................. | ۳ دور قبل از مرحله گروهی |